# Kvěchův mlýn
Kvěchův mlýn, zvaný též Žabkovský nebo Výrkovský mlýn, či Na Papírně, je stavba v obci Klokoty-Dražice č.p. 37, stojící na pravém břehu řeky Lužnice (říční kilometr 34,814), asi 3 km od Tábora po proudu řeky.

## Dějiny

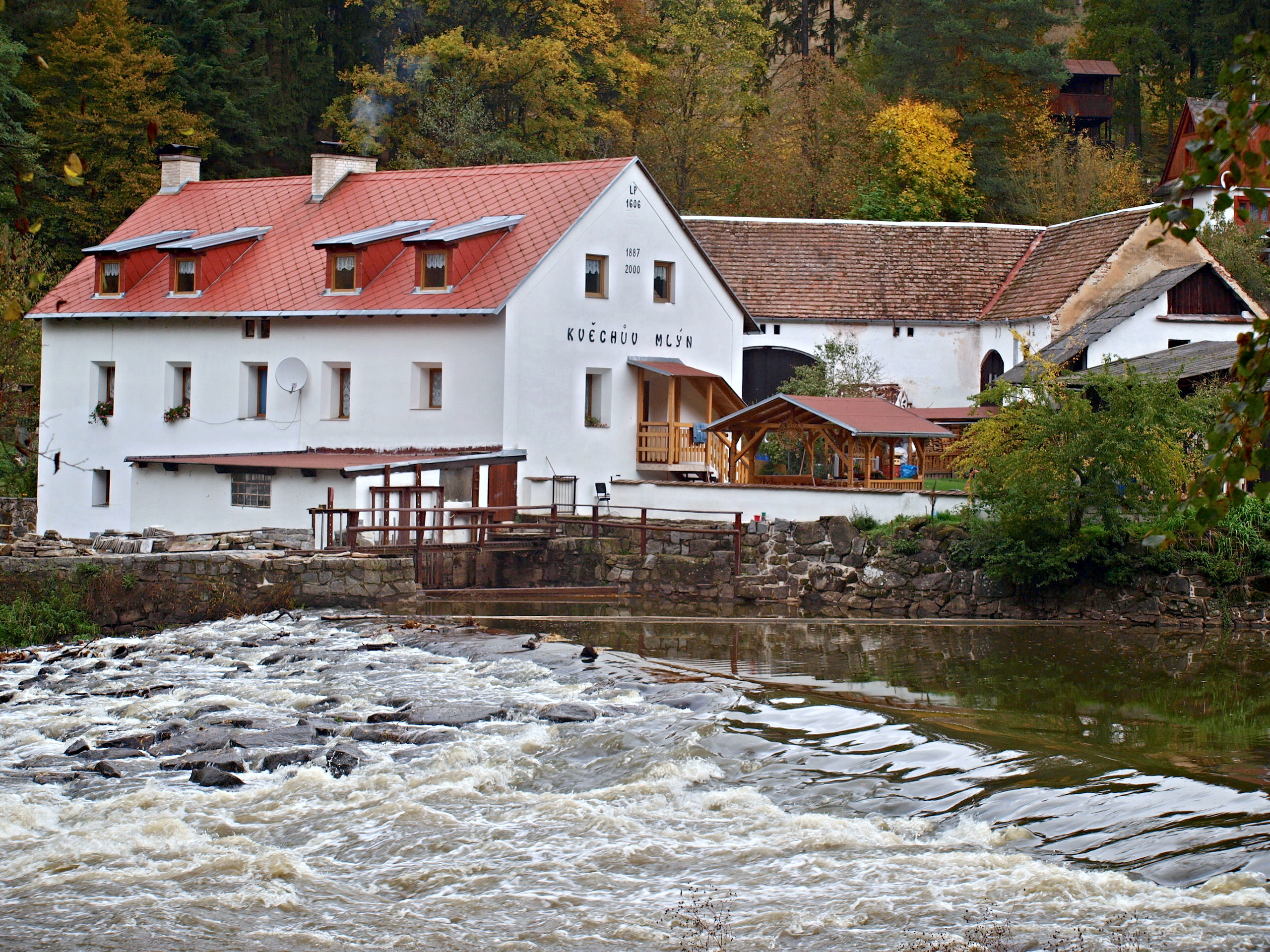
Kvěchův mlýn s jezem na Lužnici

Zdejší mlýn existoval již před rokem 1550, tehdy jako poddanský. Od roku 1550, kdy sloužil městu, byl jeho název Žabkovský mlýn. V 16. století na mlýně dále hospodařila rodina Malých zvaných Výrkové, podle kterých se mlýn nazýval „Výrkovský“. Po rodině Malých mlýn krátce drželo město Tábor, ale již v roce 1606 ho koupil Václav Kvěch za cenu 450 kop míšeňských. S přestávkami ve 30. a 50.–90. letech rodina Kvěchů mlýn vlastní doposud.

## Technické údaje
Mlýn s pohonem vodního kola na spodní vodu je doložen od roku 1606. Roku 1887 mlýn vyhořel a roku 1891 přibyla pila. V současné době mlýn slouží jako vodní elektrárna, která byla opětovně uvedena do provozu v roce 1995. V něm je instalována Francisova turbína o výkonu 22 kW, osazená Kaplanovou vrtulí o výkonu 3 kW. Dnes budova slouží také jako čistička odpadních vod.